# Kirovs Lipmans
Kirovs Lipmans (født 5. november 1940 i Liepāja) er en lettisk erhvervsleder og præsident for Letlands Ishockeyforbund siden 1998. Lipmans er også formand for bestyrelsen for den NASDAQ OMX-registrerede medicinalvirksomhed Grindeks, hvor han samtidig er majoritetsaktieejer. Lipmans har tidligere også været formand for bestyrelsen for den NASDAQ OMX-registrerede virksomhed Liepājas Metalurgs.
Siden den 12. april 2001 er Kirovs Lipmans Officer af Trestjerneordenen.